# World of Final Fantasy
World of Final Fantasy (ワールド オブ ファイナルファンタジー, Wārudo obu Fainaru Fantajī) é um jogo eletrônico de RPG desenvolvido e publicado pela Square Enix, lançado em outubro de 2016 para PlayStation 4 e PlayStation Vita. O título retorna para um estilo de jogabilidade mais tradicional dos primeiros jogos da série Final Fantasy, possuindo um sistema de batalha baseado em turnos que utiliza o recorrente sistema Active Time Battle, aprimorado com uma mecânica de empilhamento em que aliados e inimigos podem empilhar outros personagens e monstros para afetar as estatísticas de combate.
O jogo se passa em Grymoire, um mundo povoado por personagens e monstros clássicos de toda a franquia Final Fantasy, porém World of Final Fantasy não está relacionado com outros títulos da série. A história segue os gêmeos Lann e Reynn, que sofrem de amnésia e detém em seus braços o poder para capturar e controlar os Miragens, os monstros de Grymoire. Os dois viajam pelo mundo tentando recuperar sua memória, gradualmente dominando seus poderes e se envolvendo nos conflitos do mundo, incluindo disputas entre facções rivais e a iminente ameaça do Exército Bahamut.
O desenvolvimento começou ao redor do conceito de um título Final Fantasy para um público mais amplo e jovem, focando-se em um tom mais leve e gráficos estilizados do que em jogos principais da série. Este foi a estreia na direção de Hiroki Chiba, que já tinha trabalhado como roteirista da franquia e concebeu a história de World of Final Fantasy. O desenho dos personagens chibi foi realizado por Yasuhisa Izumisawa, enquanto os personagens maiores foram criados por Tetsuya Nomura. A música foi composta por Masashi Hamauzu, que manteve o tom leve e incorporou remixagens de temas clássicos da série.
World of Final Fantasy foi anunciado pela primeira vez durante a Electronic Entertainment Expo de 2015 e tinha a intenção de ser um título para comemorar os trinta anos da franquia. Um lançamento internacional foi planejado desde os estágios iniciais de desenvolvimento, com a localização ocorrendo junto com produção e a gravação da dublagem japonesa. As equipes de localização dos jogos originais foram chamadas para traduzir os diálogos dos personagens antigos e assim garantir que eles se mantivessem próximos às suas primeiras aparições.

## Jogabilidade

Lann e Reynn enfrentam um grupo de Miragens junto com seus aliados. As estatísticas dos personagens jogáveis estão à direita, enquanto na esquerda está a ordem dos turnos e as opções de combate.

World of Final Fantasy é um RPG eletrônico em que o jogador assume o controle dos gêmeos Lann e Reynn enquanto eles navegam pelo mundo de Grymoire. Todos os monstros e personagens encontrados são mostrados em um estilo chibi. As exceções são Lann e Reynn, que podem trocar à vontade entre suas formas normais e suas formas chibi. Os dois protagonistas fazem amizade durante suas viagens com vários monstros chamados Miragens, que ambos podem utilizar em batalha e dentro dos ambientes navegáveis: exemplos deste uso incluem montar Miragens maiores ou empregá-los a fim de navegar através de quebra-cabeças ambientais. O sistema de batalha por turnos de World of Final Fantasy usa o sistema Active Time Battle recorrente de vários jogos da série Final Fantasy. O jogador controla um grupo de Miragens em combate que podem ser empilhados em cima do outro com o objetivo de receber vários bônus enquanto ao mesmo tempo diminuem o número de rodadas. Os tipos de Miragens usados afetam as habilidades do grupo em batalha. Os monstros podem ser domados nas lutas após serem enfraquecidos suficientemente, podendo serem renomeados livremente pelo jogador assim que se juntam ao grupo. Além dos Miragens padrão, existem Miragens especiais que podem ser convocados para a batalha temporariamente com pontos de ação: este permanece no combate substituindo um membro principal até os pontos de energia acabarem.

## Sinopse

### Mundo
A história de World of Final Fantasy começa em um lugar chamado Nine Woodshill, viajando através de um portal interdimencional até o mundo de Grymoire. Esta é uma terra onde vários locais de títulos Final Fantasy anteriores, como por exemplo Cordelia de Final Fantasy e Saronia de Final Fantasy III, se fundem e onde vários climas diferentes existem lado a lado. Os principais habitantes de Grymoire são criaturas chibi chamadas de Lilikins, enquanto os monstros recebem o nome de Miragens. Os dois personagens principais e outras pessoas como eles são referidas como "Jiants".

### Personagens
Os protagonistas são os irmãos gêmeos Lann e Reynn – o primeiro é um menino enérgico propenso a agir idioticamente, enquanto a segunda é cautelosa e atua como uma contrapartida. Ambos detém um poder especial em seus braços que lhes permitem controlar os Miragens, os monstros que habitam Grymoire. Eles também podem mudar à vontade entre suas formas Lilikin e Jiant. Os irmãos são guiados pelo mundo por Tama, uma criatura misteriosa que atua como professora e navegadora. A mãe dos dois é revelada como uma figura lendária chamada Luce-Fana, que salvou o mundo um século antes.
Lann e Reynn são levados para Grymoire de seu munto natal pela misteriosa Enna Kros, recebendo em Grymoire o auxílio  por Cid, um robô e reencarnação de um personagem recorrente da franquia. Os gêmeos também conhecem a misteriosa Mulher Mascarada que lhes oferece conselhos, porém cuja lealdade é desconhecida; e o Cavaleiro Alado Perinoa, que está relacionado com o cumprimento da profecia conectada aos irmãos. O principal inimigo é o Exército Bahamut, uma força de seres Jiant que estão espalhando a escuridão pelo mundo; estes são liderados por seu rei o Cavaleiro Negro Brendires e o estrategista-chefe Seguriwades. Uma personagem de lealdade desconhecida é a Rainha Acho, governante de toda uma espécie de Miragens que moram em um templo no fundo do oceano.
Os habitantes de Grymoire são tirados de outros jogos da série Final Fantasy. Estes incluem o Guerreiro da Luz e a Princesa Sarah do Final Fantasy original; Refia de Final Fantasy III; Rydia de Final Fantasy IV; Bartz Klauser, Gilgamesh e Faris Scherwiz de Final Fantasy V; Terra Branford, Edgar Roni Figaro e Celes Chere de Final Fantasy VI; Cloud Strife, Tifa Lockhart e Sephiroth de Final Fantasy VII; Shelke Rui de Dirge of Cerberus: Final Fantasy VII; Squall Leonhart e Quistis Trepe de Final Fantasy VIII; Vivi Ornitier e Eiko Carol de Final Fantasy IX; Tidus e Yuna de Final Fantasy X; Lightning e Snow Villiers de Final Fantasy XIII; e Sherlotta de Final Fantasy Crystal Chronicles: Echoes of Time. Em vez de serem os personagens originais tirados de seus mundos natais, eles são versões que sempre viveram no mundo de Grymoire; os personagens têm histórias paralelas próprias separadas da narrativa principal.

### Enredo
Lann e Reynn acordam em um lugar desconhecido sofrendo de amnésia, sendo informados por Enna Kros que ambos devem atravessar um portal até o mundo de Grymoire, onde poderão recuperar suas lembranças. Os irmãos são acompanhados por Tama, que conta que os dois detém em seus braços o poder para capturar e controlar os Miragens. Em sua jornada eles encontram diversos personagens de Final Fantasy divididos em diferentes facções e precisam enfrentar a ameaça do Exército Bahamut, que procura colocar Grymoire sob a escuridão.

## Desenvolvimento

Arte conceitual de Yasuhisa Izumisawa com o estilo Chibi que serviu de inspiração para a mecânica de empilhamento.

World of Final Fantasy foi desenvolvido pela Square Enix. O conceito inicial do jogo foi criado pelo produtor da franquia Shinji Hashimoto e o membro da equipe Hiroki Chiba. Os trabalhos anteriores deste tinha sido como roteirista e planejador de eventos de vários títulos, incluindo Dirge of Cerberus: Final Fantasy VII e Final Fantasy Type-0, jogos que foram marcados por tons e histórias sombrias. Hashimoto e Chiba perceberam que os demográficos da franquia Final Fantasy tinham mudado de adolescentes para adultos, com poucos jovens entrando na série. World of Final Fantasy tinha a intenção de "abaixar o limiar" aos jogadores para que mais pessoas pudessem apreciar a franquia. Este foi a estreia na direção de Chiba. As ideias que formam parte de World of Final Fantasy foram originalmente concebidas para um jogo de simulação, porém o projeto enfrentou dificuldades e foi abandonado, com seus elementos estéticos sendo reusados no jogo de celulares Pictlogica Final Fantasy.
O roteiro foi escrito por Chiba, cujo principal objetivo era criar uma história que fosse atraente para jogadores jovens com um diálogo cômico, ao mesmo tempo que mantinha-se fiel aos personagens tirados de cada título Final Fantasy. O enredo foi escrito para ser familiar aos primeiros jogos da série, com o volume sendo equivalente a Final Fantasy VI, VII e VIII. A ideia era criar uma experiência leve enquanto mantinha alguns elementos narrativos sombrios associados com a franquia. Além de inclusão de personagens mais tradicionais como Cloud Strife, Squall Leonhart e Lightning, personagens menos proeminentes como Eiko Carol e Shelke Rui também foram adicionados. Isto ocorreu porque os personagens foram escolhidos devido às situações no enredo em vez de se incluir todos os personagens ou escolher os mais populares. Um exemplo citado foi uma cena que se passa em um porto, que era uma combinação perfeita para o capitão pirata Faris Scherwiz de Final Fantasy V. Os personagens não tinham a intenção de serem as versões mostradas em seus respectivos jogos originais, mas sim pessoas que sempre viveram em Grymoire: todos foram projetados para aparecer na história principal, também tendo recebido missões paralelas próprias e opcionais. Chiba ficou responsável por todos os personagens apresentados no título, tendo recusado várias sugestões de personagens dadas pela equipe por não se encaixarem no enredo. A palavra "World" do nome tinha vários significados: era um mundo Final Fantasy por conta própria e um mundo onde vários jogos Final Fantasy se fundiram.
Os visuais tinham a intenção de diretamente contrastar com os gráficos cada vez mais realistas da série principal, exemplificado pelos gráficos e desenho de personagens em Final Fantasy XIII. Os personagens de World of Final Fantasy foram desenhados no estilo super deformado "chibi" com o objetivo de reforçar o aspecto "fofo" da franquia. Para criar os novos desenhos, Chiba e Hashimoto trouxeram o artista Yasuhisa Izumisawa, que havia trabalhado na subsérie Crystal Chronicles e gostava de criar personagens fofos. Os desenhos chibi foram inspirados naqueles criados para Pictlogica Final Fantasy, um jogo que Chiba tinha trabalhado como roteirista. O visual chibi e seu contraste com os desenhos realistas foram usados por insistência do diretor. Os visuais foram compartilhados entre os dois projetos e inspiraram a criação de bonecos produzidos pela Square Enix. Os personagens de tamanho normal foram criados pelo desenhista veterano da franquia Tetsuya Nomura. Este foi trazido para que seus desenhos chamassem a atenção dos fãs estabelecidos da série.
A ideia inicial era que os protagonistas compartilhassem o estilo chibi com o resto dos personagens, porém Chiba achou que isso enfraqueceria o jogo por não representar os aspectos "doce e azedo" da franquia. Os desenhos de Nomura eram um híbrido de seu trabalho nos títulos Final Fantasy com os personagens mais cartunizados da série Kingdom Hearts. Vários dos monstros foram baseados em várias artes conceituais criadas por Yoshitaka Amano para os primeiros jogos da franquia; Amano também desenhou o logo do título, usando o conceito de um grande número de monstros lutando ao lado dos personagens principais. Também houve desenhos novos de monstros feitos por Izumisawa e Nomura. Izumisawa foi importante para suavizar as diferenças no modo como cada monstro havia sido retratado por diferentes artistas no decorrer dos títulos, criando imagens que sintetizavam seus elementos mais icônicos. Nomura supervisionou o modelamento dos personagens, até mesmo detalhes faciais, e foi regularmente consultado por Chiba sobre como cada personagem deveria mover-se e falar no jogo a fim de garantir que suas personalidades e presença permanecessem intactas enquanto ainda serviam à narrativa.
Os sistemas de jogabilidade foram deliberadamente criados para lembrar os títulos anteriores a Final Fantasy X. O sistema de batalha foi inspirado no sistema Active Time Battle usado na série desde Final Fantasy IV. Hashimoto foi quem concebeu a mecânica de coleta de monstros. A jogabilidade de captura foi incluída como um paralelo à subsérie Dragon Quest Monsters também da Square Enix. O empilhamento de monstros foi decidido durante o início do desenvolvimento após discussões entre Chiba e Izumisawa: o artista havia criado como brincadeira uma ilustração mostrando três classes de personagem diferentes empilhadas uma na outra enquanto cavalgavam uma armadura magitek, com o diretor achando que isso seria uma boa adição ao sistema de combate. O número de monstros presente no jogo teve de ser diminuído devido limitações técnicas. A equipe precisou considerar quais plataformas seriam as ideais depois dos sistemas de jogabilidade terem sido estabelecidos. As escolhidas por Chiba foram o PlayStation 4 e o PlayStation Vita pois o diretor queria "o poder da primeira e a portabilidade da segunda". Isto também permitiu o uso do salvamento cruzado entre os dois consoles, permitindo que os jogadores pegassem o jogo em ambas plataformas. A equipe queria garantir que existisse diferenças mínimas de conteúdo nas duas versões, mesmo com a variação de potência entre o PlayStation 4 e o PlayStation Vita. World of Final Fantasy usou o motor de jogo Orochi3, que foi escolhido com o objetivo de acelerar o desenvolvimento por causa de sua estrutura de fácil utilização por parte dos produtores.

### Música
A música foi composta por Masashi Hamauzu. A trilha sonora consistia em cinquenta faixas: diferentemente dos trabalhos anteriores do compositor que eram carregados de temas e motivos condutores sombrios, a música de World of Final Fantasy tinha a intenção de ser leve e permitir que Hamauzu a abordasse muito mais positivamente do que em projetos anteriores. Além das músicas originais, o compositor ficou encarregado de rearranjos de temas clássicos da série. O trabalho de Hamauzu esteve constantemente sujeito a supervisão, com o resto da equipe garantindo que sua música se encaixasse em diferentes cenas e pedindo alterações quando não funcionavam: isto foi feito pelo desejo de prestar o maior respeito possível aos personagens originais. Outras pessoas colaboraram com Hamauzu na trilha sonora, mais notavelmente o pianista alemão Benyamin Nuss e os compositores Shingo Kataoka, Hayata Takeda e Takashi Honda, estes três últimos da desenvolvedora Tose. O tema principal "Innocent²" foi composto Ryo Yamazaki e interpretado pela cantora japonesa Mizuki. O tema de encerramento "World Parade" foi escrito por Ryo Shirasawa, sendo interpretado por Kana Hanazawa, Eri Kitamura e Ayana Taketatsu, respectivamente as dubladoras dos personagens Kuro, Tama e Seraphy.